# Dennis Solomon
Dennis Solomon (* 1966 in Nürnberg) ist ein deutsch-amerikanischer Rechtswissenschaftler. Er ist seit 2008 Inhaber des Lehrstuhls für Bürgerliches Recht, Internationales Privatrecht und Rechtsvergleichung an der Universität Passau.

## Leben
Solomon wurde 1966 in Nürnberg geboren. Von 1985 bis 1991 studierte er Rechtswissenschaften an der Universität Passau; 1991 schloss er mit der ersten juristischen Staatsprüfung ab. Von 1991 bis 1994 absolvierte er den juristischen Vorbereitungsdienst, in dessen Verlauf er einen mehrmonatigen Teil der Wahlstation in Quito verbrachte. Er legte 1994 die zweite juristische Staatsprüfung ab. An der University of California, Berkeley graduierte er 1995 als LL.M. Anschließend arbeitete er bis 2005 als wissenschaftlicher Mitarbeiter, später als wissenschaftlicher Assistent am Lehrstuhl für Bürgerliches Recht, Internationales Privatrecht und Rechtsvergleichung der Universität Passau bei Klaus Schurig.
2003 promovierte ihn die juristische Fakultät der Universität Passau (Dissertation Der Bereicherungsausgleich in Anweisungsfällen (2004)). 2004 habilitierte er sich an der Universität Passau mit der Arbeit Die Verbindlichkeit von Schiedssprüchen in der internationalen privaten Schiedsgerichtsbarkeit (2007), Venia legendi für Bürgerliches Recht, Zivilverfahrensrecht, Internationales Privatrecht und Rechtsvergleichung. 2004/2005 nahm er eine Lehrstuhlvertretung an der Universität Rostock wahr. 2005 erhielt er von der juristischen Fakultät der Universität Tübingen einen Ruf an den Lehrstuhl für Bürgerliches Recht, Internationales Privatrecht und Rechtsvergleichung, den er bis 2008 innehatte. 2008 wurde er Lehrstuhlnachfolger seines akademischen Lehrers Klaus Schurig.

## Werk
Solomons Forschungsschwerpunkte liegen in internationalem Schiedsverfahrensrecht und im Vergleich nationaler Rechtsnormen. Im internationalen Privatrecht beschäftigt er sich besonders mit dessen methodischen und dogmatischen Grundlagen und den durch die europäische Integration und die Globalisierung aufgeworfenen kollisionsrechtlichen Fragen.

## Veröffentlichungen
- Der Bereicherungsausgleich in Anweisungsfällen. Rechtsvergleichende Untersuchung zum deutschen Recht und zu den Rechtsordnungen des Common Law. In: Studien zum ausländischen und internationalen Privatrecht. Mohr Siebeck, Tübingen 2004, ISBN 3-16-148294-8 (zugl. Diss. Passau 2003).
- Die Verbindlichkeit von Schiedssprüchen in der internationalen privaten Schiedsgerichtsbarkeit. Zur Bedeutung nationaler Rechtsordnungen und der Entscheidungen nationaler Gerichte für die Wirksamkeit internationaler Schiedssprüche. Sellier European Law Publishers, München 2007, ISBN 978-3-86653-849-8 (Habil. Passau 2004).